# Droga wojewódzka 197
Die Droga wojewódzka 197 (DW 197) ist eine 32 Kilometer lange Droga wojewódzka (Woiwodschaftsstraße) in der polnischen Woiwodschaft Großpolen, die die Droga wojewódzka 196 in der Nähe von Sława Wielkopolska mit Gniezno verbindet. Die Straße liegt im Powiat Wągrowiecki und im Powiat Gnieźnieński.